# Primi ministri della Namibia
I primi ministri della Namibia dal 1990 (data di indipendenza dal Sudafrica) ad oggi sono i seguenti.

## Lista
| Primo ministro | Primo ministro | Primo ministro             | Partito | Elezione   | Mandato         | Mandato         | Presidenti             |
| Primo ministro | Primo ministro | Primo ministro             | Partito | Elezione   | Inizio          | Fine            | Presidenti             |
| -------------- | -------------- | -------------------------- | ------- | ---------- | --------------- | --------------- | ---------------------- |
|                |                | Hage Geingob               | SWAPO   | 1994, 1999 | 21 marzo 1990   | 28 agosto 2002  | Sam Nujoma             |
|                |                | Theo-Ben Gurirab           | SWAPO   | 2004       | 28 agosto 2002  | 21 marzo 2005   | Sam Nujoma             |
|                |                | Nahas Angula               | SWAPO   | 2009       | 21 marzo 2005   | 4 dicembre 2012 | Hifikepunye Pohamba    |
|                |                | Hage Geingob               | SWAPO   | -          | 4 dicembre 2012 | 21 marzo 2015   | Hifikepunye Pohamba    |
|                |                | Saara Kuugongelwa-Amadhila | SWAPO   | 2014, 2019 | 21 marzo 2015   | 21 marzo 2025   | Hage Geingob           |
| Nangolo Mbumba |                | Saara Kuugongelwa-Amadhila | SWAPO   | 2014, 2019 | 21 marzo 2015   | 21 marzo 2025   |                        |
|                |                | Elijah Ngurare             | SWAPO   | 2024       | 21 marzo 2025   | in carica       | Netumbo Nandi-Ndaitwah |